# Jardim Sarah
Jardim Sarah é um bairro situado no distrito do Rio Pequeno, em São Paulo. Tem como referência o km 16 da Rodovia Raposo Tavares, Avenida Escola Politécnica e o Final da Avenida do Rio Pequeno.
Fica entre Jardim Ester Yolanda, Vila Antônio, Rio Pequeno e Parque dos Príncipes. O bairro é um local residencial, mas conta com comércios diversificados como: padarias, bares e lanchonetes. Existem escolas municipais e estaduais na região.
Este bairro possui o Hospital Municipal e Maternidade Prof. Mario Degni, localizado na Rua Lucas de Leyde nº 257. O Bairro também conta com 1 Ecoponto e com diversas linhas de Ônibus que atendem a região. 